# 페 빙하
페 빙하(독일어: Feegletscher)는 스위스 발레주의 페나인 알프스에 4.7km 길이의 빙하 (2005)이다. 1973년에는 길이가 5.0km이고, 면적이 7.5k㎡였다. 미샤벨 산맥의 동쪽, 북쪽의 돔산 정상과 남쪽의 알라린호른 사이에 있다.
빙하는 미텔알라린 케이블카를 통해 쉽게 접근할 수 있으며, 스키장으로 사용된다.

## 같이 보기
- 스위스 알프스